# Vicious Delicious
Vicious Delicious — шестой студийный альбом израильской психоделик-транс группы Infected Mushroom, вышел 26 марта 2007 года. Первоначально выпуск планировался на 6 июня 2006 года (6/6/06), но его пришлось отложить в связи с задержкой кампании по продвижению альбома.
В записи альбома приняли участие несколько приглашенных музыкантов, включая канадскую хип-хоп группу Swollen Members и вокалиста Жильберту Сересо из группы Kinky. Обложку альбома иллюстрировал художник Дэвид Хо.
Музыкальные журналисты отметили, что альбом стилистически сильно отличается от предыдущих. По мнению критиков, привычное пси-трансовое звучание здесь смешивается с рок-музыкой и другими музыкальными жанрами.

## Список композиций
1. «Becoming Insane» — 7:20 (featuring Gil Cerezo)
2. «Artillery» — 4:28 (featuring Swollen Members)
3. «Vicious Delicious» — 7:24
4. «Heavyweight» — 8:41
5. «Suliman» — 6:10
6. «Forgive Me» — 3:29
7. «Special Place» — 6:53
8. «In Front of Me» — 4:29 (featuring Brandon McCulloch)
9. «Eat It Raw» — 6:30
10. «Change the Formality» — 7:44
11. «Before» — 6:56

## Критика
Обозреватель журнала «Release» Маттиас Хусс поставил альбому 5 баллов из 10 возможных и заключил, что смешение жанров группе не удалось. Он похвалил часть альбома, написанную в привычном для Infected Mushroom стиле пси-транс, но раскритиковал остальные композиции. Хусс отметил, что при прослушивании альбома создается впечатление, что разные композиции создавали разные люди и их ничего не связывает между собой.
Тим Ретрот из журнала «Rave» поставил альбому три звезды из пяти и назвал альбом «неловким и нерешительным». В своей рецензии он тоже отметил уход от привычного пси-транса к смешению различных жанров от хип-хопа до треш-метала. По его мнению, смешение жанров разочарует многих поклонников группы.